# Inocencio II
Inocencio II (en latín: Innocentius II), de nombre de secular Gregorio Papareschi (Roma, ¿?-24 de septiembre de 1143) fue el 164.º papa de la Iglesia católica, entre 1130 y 1143.

## Biografía
Cardenal diácono de Santo Ángel en Pescheria desde 1116 tras ser nombrado por el papa Urbano II en 1088 (título desconocido), acompañó al sucesor de este, Gelasio II, a su exilio francés para posteriormente actuar, en el pontificado de Calixto II, como legado durante las negociaciones que culminaran en la firma del Concordato de Worms.
Al igual que ocurrió con la elección de Honorio II, tras el fallecimiento de este, se produjo una doble elección papal. La mayoría de los cardenales, apoyados por los Pierleoni, eligieron al cardenal Pietro Pierleoni que adoptará el nombre de Anacleto II; pero la familia Frangipani, con una minoría de cardenales, se decantaron por Gregorio Papareschi.
El antipapa Anacleto, apoyado por los normandos, de Roger II de Sicilia y por la mayoría del pueblo romano, es coronado pontífice en la Basílica de San Pedro mientras que Inocencio II, sin ni siquiera el apoyo de los Frangipiani, solo puede ser consagrado en la iglesia de Santa María Nuova, para a continuación verse obligado a huir de Roma y refugiarse en Francia.
Desde el exilio, Inocencio comenzó a afianzar su posición, logrando, el primer lugar, el apoyo del rey francés Luis VI gracias a la influencia que sobre este tenían Bernardo de Claraval y el abad  Suger de Saint-Denis. Se celebraron tres concilios, en Estampes, Cluny y Clermont en los que Inocencio logró que los obispos reunidos le jurasen lealtad.

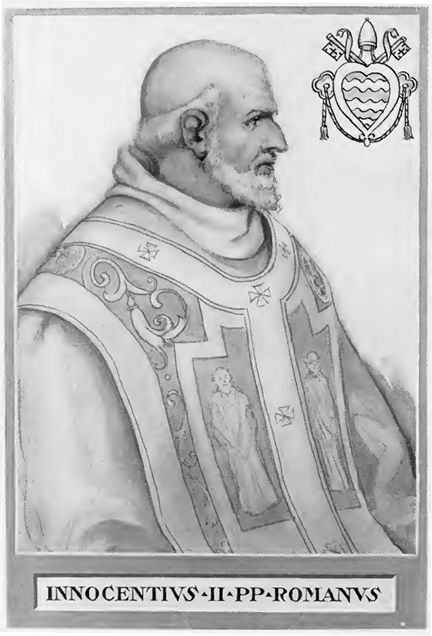
Innocentius II PP Romanus. Ilustración de Artaud de Montor

Posteriormente, logró el apoyo del rey alemán Lotario II en un sínodo celebrado en Würz,  y el del rey inglés Enrique I y el de León, Alfonso VII en un sínodo celebrado en Reims.
Con estos poderosos aliados, Inocencio pudo regresar a Roma en 1133 donde coronó emperador a Lotario en la Basílica de San Juan de Letrán por encontrarse la Basílica de San Pedro en manos de los partidarios del antipapa Anacleto. Tras la coronación Lotario volvió a Alemania lo que obligó a Inocencio a abandonar nuevamente Roma, que seguía dominada por Anacleto, para refugiarse en Pisa donde celebró un sínodo en el que excomulgó a su rival y donde permanecería hasta que Lotario volvió a Italia en 1137 y lo condujo nuevamente a Roma, que no obstante seguía dominada por el antipapa con el apoyo normando.
El emperador se dirigió entonces contra los normandos, pero falleció durante la campaña militar provocando una incómoda situación en Roma donde volvían a convivir dos papas. El conflicto se solucionó en 1138 cuando falleció Anacleto II, que aunque fue sucedido por otro antipapa, Víctor IV, renunciaría  dos meses después.
El cisma había finalizado, y para refrendarlo, Inocencio II convocó en 1139 el Segundo Concilio Lateranense, en el que con la participación de más de mil asistentes, se declararon nulos los decretos de Anacleto II y se depusieron los obispos ordenados por él. El sínodo se cerró con la excomunión de Roger II por haber apoyado al antipapa Víctor IV.
La última etapa de su pontificado, se vio inmersa en la sublevación del Senado romano que, instigado por Arnaldo de Brescia, promovía la transformación de Roma en un estado republicano independiente de la autoridad de los papas y que azotaría Italia durante las siguientes décadas.
Inocencio falleció el 24 de septiembre de 1143.